# Orchestre de la Suisse Romande
L'Orchestre de la Suisse Romande (sigles OSR; en català, Orquestra de la Suïssa Francòfona) és una orquestra simfònica suïssa, amb seu a Ginebra al Victoria Hall. A més dels concerts simfònics, l'OSR actua com a orquestra d'òpera en produccions al Gran Teatre de Ginebra.
Ernest Ansermet va fundar l'OSR el 1918, juntament amb Paul Lachenal, amb un contingent de 48 intèrprets i una temporada de sis mesos de durada. A més de músics suïssos, els intèrprets de l'OSR provenien inicialment d'altres països, com ara Àustria, França, Alemanya i Itàlia. Ansermet va augmentar gradualment el percentatge de músics suïssos de l'orquestra, que va arribar al 80% de personal suís el 1946. Va romandre com a director musical de l'OSR durant quaranta-nou anys, de 1918 a 1967.
Una orquestra de ràdio suïssa amb seu a Lausana es va fusionar a l'OSR el 1938. Posteriorment, l'OSR va començar a emetre concerts radiofònics regularment a la ràdio suïssa. L'orquestra va tenir un contracte de llarga durada per a enregistraments amb Decca Records, que datava del mandat d'Ansermet, i va enregistrar més de 300 discs per a Decca, a partir del 1947 amb La Mer de Debussy. L'OSR va estrenar moltes obres dels compositors suïssos Arthur Honegger i Frank Martin. Durant la direcció d'Armin Jordan (1985–1997), l'OSR va continuar enregistrant gravacions en el segell Erato.
Del 2005 al 2012, Marek Janowski va ser el director artístic i director musical de l'OSR. Va conduir l'OSR en enregistraments per al segell Pentatone. El setembre del 2008, el  contracte inicial de cinc anys es va ampliar el 2015, però el gener del 2010, a canvi de la pròrroga del contracte de setembre del 2008, Janowski i l'OSR van acordar mútuament la conclusió del contracte, després de la temporada 2011–12.
Després de l'anunci de la sortida programada per a 2012 de Janowski, els intents per aconseguir Bertrand de Billy i Kazuki Yamada com a directors artístics de l'OSR no van arribar a bon port. El setembre de 2010, l'OSR va nomenar Neeme Järvi com el seu novè director artístic i musical i, paral·lelament, Yamada com a director convidat principal, amb els dos nomenaments vigents a partir del 2012, amb contractes inicials de tres anys per a tots dos directors. Järvi ha gravat comercialment amb l'OSR per al segell Chandos. Va concloure la direcció de l'OSR després de la temporada 2014-2015.
Jonathan Nott va dirigir l'OSR l'octubre del 2014 com a convidat. Després d'aquestes aparicions en concert, el gener de 2015, l'OSR va nomenar Nott com a futur director artístic i musical, a partir del gener del 2017. L'OSR va formalitzar el nou contracte amb Nott el març del 2016.